# Lentinellus crawfordii
Lentinellus crawfordii är en svampart som beskrevs av G. Stev. 1964. Lentinellus crawfordii ingår i släktet Lentinellus och familjen Auriscalpiaceae.   Inga underarter finns listade i Catalogue of Life.